# Telmabates
Telmabates és un gènere d'ocell prehistòric del grup dels anseriformes que visqué durant l'Eocè inferior. S'han trobat fòssils a l'Argentina. Telmabates era un animal volador que vivia en ecosistemes terrestres. Tenia una dieta herbívora i es reproduïa de manera ovípara. Fins ara se n'han trobat dues espècies diferents, totes dues al mateix jaciment de la Patagònia.
| Registre fòssil | Registre fòssil | Registre fòssil | Registre fòssil           |
| Localitat       | País            | Antiguitat      | Espècie/s                 |
| --------------- | --------------- | --------------- | ------------------------- |
| Cañadón Hondo   | Argentina       | Eocè inferior   | T. antiquus i T. howardae |